# 十字架のろくにん
『十字架のろくにん』（じゅうじかのろくにん、英: Jūjika no Rokunin）は、中武士竜による日本の漫画作品。主人公の漆間俊が父方のおじいちゃんとともに、小学生の自分に対して壮絶ないじめを行った至極京をはじめとする集団に復讐するサスペンス作品である。『別冊少年マガジン』（講談社）にて、2020年4月号から連載されたが、第1巻の売り上げ部数が伸びず、2020年11月号まで連載されることとなった。次いで『マガジンポケット』（同社）に移籍し、2020年11月4日から連載が再開した。しかし第2巻の電子書籍が同サイトのサスペンスジャンルでは高い売上を記録し、2021年3月時点で累計閲覧話数が1300万回を突破した。2022年3月時点で、累計部数は100万部を突破している。

## あらすじ
作品中には第一章・第二章の明確な区別は言い渡されていないが、便宜上区別することとする。

### 第一章
小学生の漆間俊は、至極京を中心として久我大地・円比呂・右代悠牙・千光寺克美から日常的に壮絶ないじめを受け、地獄のような毎日を過ごしていた。あるとき、京の計画により、俊の両親が運転中に事故死、さらに弟の翔は植物状態に陥った。唯一の心の支えだった両親、さらに元気な姿だった弟を失った俊はおじいちゃんに引き取られることなり、至極らに「復讐」という怒りを覚えはじめる。その中で、第二次世界大戦中の秘密部隊(北山部隊)に所属していたおじいちゃんの徹底した指導を受け、高校生となった俊は至極らへの復讐を誓う。

### 第二章
俊は至極以外の人物に対して復讐を果たしたと同時に、警察に身柄を拘束され懲役刑を言い渡される。出所後、記憶喪失状態の俊（因果関係は不明）は、川で死体遺棄をおこなっていた医者の北見高梧と偶然に出会う。その後、俊と北見は川奈美々を加えた「ジュージカ」と名乗る団体で嘱託殺人を行うようになり、徐々に失ってしまった記憶を取り戻していく。

## 登場人物
声の項は、YouTubeに投稿された本作のPV版の声優を指す。

### 漆間家
漆間 俊（うるま しゅん）
声 - 内山昂輝
本作の主人公。明関高校に在学。誕生日は11月8日。
小学5年生になると「実験体A」というあだ名で呼ばれるようになり、至極を中心に殴る蹴る、エアガンなどによる暴行や強姦を受け、肉体的にも精神的にも大きな傷を負うこととなる。その後小学6年生になると、両親にいじめの事実を打ち明けるが、両親は殺害され、弟は植物状態に陥ってしまう。
両親を失ったその後、父方のおじいちゃんに引き取られることになり、おじいちゃんの家の倉庫に隠されていた猟銃でもって至極らに復讐を行おうとするも、おじいちゃんに止められてしまう。そのとき、おじいちゃんに両親が亡くなった経緯を話すと、おじいちゃんも俊の復讐に対して肯定的な姿勢を示し、俊はおじいちゃんと共に徹底した冷酷非情な「復讐」を決意する。
高校では、一部から「ウルマン」というあだ名で呼ばれていた。高校のクラスで一緒となった久我から一方的にいじめられる一方、何も言い返さない俊の様子を見て、同級生から「ひ弱な生徒」といった印象をもたれていたが、裏では着々と復讐の計画を進めていた。

漆間 翔（うるま かける）
俊の弟。
明るい性格で、捨て猫を撫でるなど優しい一面もある。兄の俊を慕い、俊の首の傷に気づいた際には、俊がいじめられているのではないかと危惧していた。
車両が崖から転落後、かろうじて生き残ったものの、京からの殴打、放火の末植物状態に陥る。

おじいちゃん
俊の父方の祖父。
俊からは「おじいちゃん」と呼ばれている。グリーンピースが嫌い。第二次世界大戦中発足した日本の秘密部隊｢呉鎮守府第百特別陸戦隊」通称「北山部隊」に所属していたこともあり、殺人や拷問、遺体の処理方法に詳しく、皮膚を剥いで神経を露出させる「剥き」や、筋肉の隙間に侵入して関節を外す「抜き」などの技を教えた。左目に大きな傷を負っており、それが原因で息子夫婦から恐れられていた。

### 俊をいじめていたグループ
至極 京（しごく きょう）
帝星高校に在学。「悪意」担当。
裕福な家庭で生まれ、「京ちゃん（さん）」のあだ名で親しまれる。
中性的な容姿の美少年だが、俊をいじめていたグループのリーダー格であり、「どこまで追い詰めれば俊が自殺するか」という「実験」を行い続け、俊を「実験体A」と呼んだ。穏やかな見た目とは裏腹に、人を殺めることに躊躇しない、復讐者と化した漆間によって久我をはじめとする仲間が次々と葬られても、仲間の死を特に気に留めようせずに放置する等、極めて冷酷かつ残酷な感情をうち秘めている。
また、高校には首席で合格し大学では医学部を目指している。ついでに親も殺している
久我 大地（くが だいち）
明関高校に在学。「暴力」担当。
全国中学校柔道大会90kg超級で優勝。京とは最も古い仲。2本の角があるような髪型をしている。小学生のときは、習った柔道の技を俊を実験台にして練習していた。また高校では、一年生でありながら明関高校柔道部を暴力で支配下に置き、一方的な暴力行為や強姦を行っていた。

円 比呂（まどか ひろ）
帝星高校に在学。「パシリ」担当。
口癖は「ケヒャ」。至極に褒められれば靴でも舐める至極の狂信者。高校の学園祭では有毒の飲み物を配布し、弱った白川要を強姦した。

右代 悠牙（うしろ ゆうが）
帝星高校に在学。「イケメン」担当。
母子家庭で育ち、その眉目秀麗な見た目で小学生のころから「ヤリチン」のレッテルを貼られる。中学生のときは不良グループを率いていたが、桜庭花蓮と出会ったことで改心する。高校に進学すると、恋人の花蓮が行方不明になり（しかし、後に右代が自宅に監禁していたことが原因だと発覚する）高校を休みがちになる一方、裏では売春斡旋や麻薬の密売などを行っている。

千光寺 克美（せんこうじ かつみ）
明関高校に在学。「おもちゃ」担当。

#### 俊をいじめていたグループの関係者
雁野（がんの）
東千鶴を強姦するために呼び出された右代の手下。中学2年生のとき、恐喝・強姦・殺人の罪で少年院に入ったことがある。10代にもかかわらず非常に大きい体格をもつ。

### 明関高校
東 千鶴（あずま ちづる）
俊の同級生。帰宅中に強姦されそうになったところを俊に助けてもらい、以降俊に好意を抱き、また協力的な態度をとるようになる。

白川 要（しらかわ かなめ）
俊の同級生で、校内のマドンナ的存在の美少女。
俊の小学校時代の同級生だが、当時俊よりも以前に至極たちによるいじめの標的にされていた被害者。しかし、いじめられていた自分を庇ってくれた俊が新たないじめの標的となって酷くいじめられるようになってしまい、俊を助けようとするも、転校が決まったために間に合わず、俊を助けられないまま疎遠になってしまった。高校で俊と再会し、自分がいじめられていた事実を打ち明け、俊を助けてあげられなかったことを謝罪するまで強い後悔と罪悪感に苛まれていた。

白川 純（しらかわ じゅん）
要の兄で、俊とは小学校時代の同級生。

杉崎 杏奈（すぎさき あんな）
高校2年生。バレーボール部に所属するポニーテールの女子生徒。
幼馴染みの黒澤をはじめとする男子から人気を集めているが、実は至極の従姉（至極の母親が自身の母親の姉にあたる）でもあり、顔立ちが至極とよく似ている。

黒澤（くろさわ）
俊の同級生である男子生徒。幼馴染みの杏奈に好意を抱いているが、久我を恐れている。

### 帝星高校
桜庭 花蓮（さくらば かれん）
中学3年生のときに、悠牙の熱烈なアプローチを受けて交際を始める。しかし、高校に進学すると悠牙に監禁され、情緒不安定状態に陥る。このことを悠牙以外は知らず、長らく「行方不明」とされていた。

### 警察関係者
安西 全一（あんざい ぜんいち）

太田 朝子（おおた あさこ）

安西 瑞紀（あんざい みずき）

### ジュージカ
北見 高梧（きたみ こうご）

川奈 美々（かわな みみ）

### 革命倶楽部
安堂 緑（あんどう みどり）

美外留（ミゲル）

百木 早苗（ももき さなえ）

能義 隆（のぎ たかし）

## 制作背景

### 構想から連載まで
中武は当初、「無人島で1人が30人に復讐していくストーリー」を構想したが、動機を作り、人数を減少させた。「ただ復讐するだけではない要素を追加したい」と考えていた中武であったが、山岡部隊を知り、「部隊と復讐を組み合わせてリアリティを生み出せるのではないか」と思いついたことにより、あまり時間をかけることなく、一気にネームを仕上げたという。担当編集者は「僕が吐きそうになるほど凄惨な復讐シーンが中武君に描けるなら、この方向性でいけるかもしれない」と考えたことにより、第1話の後には第2話ではなく、「ピーラーで千光寺の皮膚が剥かれる」という復讐をする回のネームを先に頼んだ。それを見た担当編集者は「あまりの惨さに憂鬱な気持ち」になったが、「同時に『これなら上手くいく』」と考えたという。その後、第2話の制作中に担当編集者が『別冊少年マガジン』で行われた「あなたの絶望を描いてください」をテーマとした「絶望コンペ」を思い出した。その「絶望コンペ」は過去に諫山創の『進撃の巨人』が通過したもので、本作は『進撃の巨人』以来約10年ぶりに通過したことにより、話題となった。コンペ通過後、連載が決定となるまで中武は「連載に対する不安はなかった」が、「漠然とドキドキして」いたと話している。

### 連載の移籍
中武によると、本作の第1巻は「期待を込めて結構刷」られたが、「売り上げが伸びなかった」という。しかし本作は「マガジンポケット」で売り上げが良かったことにより、「マガポケに移籍して連載するのはどうだろうか」という話が持ち上がった。担当編集者が中武に移籍の話を持ちかけたところ、二つ返事でやると返答したため、翌月には移籍となった。

### 内容について
中武は「どうしても話が暗くなりがちなので、出てくるだけで雰囲気を和らげるキャラクターは重要」であると考えている。例えば担当編集者のアドバイスにより誕生した千鶴について、「千鶴が登場するとストーリーが明るくなる」と話している。
復讐の方法や拷問の方法は、担当編集者と相談したり、アドバイスを貰ったり、拷問に関する本を読んだりして構想されている。中武はお気に入りの拷問に、「苦悩の梨」を挙げている。

## 書誌情報
- 中武士竜 『十字架のろくにん』 講談社〈KCデラックス〉、既刊21巻（2025年7月9日現在）
  1. 2020年8月7日初版発行（同日発売[書誌 1]）、ISBN 978-4-06-520122-0
  2. 2021年2月9日初版発行（同日発売[書誌 2]）、ISBN 978-4-06-522028-3
  3. 2021年5月7日初版発行（同日発売[書誌 3]）、ISBN 978-4-06-523158-6
  4. 2021年9月9日初版発行（同日発売[書誌 4]）、ISBN 978-4-06-524824-9
  5. 2021年12月9日初版発行（同日発売[書誌 5]）、ISBN 978-4-06-526271-9
  6. 2022年3月9日初版発行（同日発売[書誌 6]）、ISBN 978-4-06-527263-3
  7. 2022年6月9日初版発行（同日発売[書誌 7]）、ISBN 978-4-06-528166-6
  8. 2022年9月9日初版発行（同日発売[書誌 8]）、ISBN 978-4-06-529089-7
  9. 2022年12月9日初版発行（同日発売[書誌 9]）、ISBN 978-4-06-529950-0
  10. 2023年3月9日初版発行（同日発売[書誌 10]）、ISBN 978-4-06-530914-8
  11. 2023年6月8日初版発行（同日発売[書誌 11]）、ISBN 978-4-06-531872-0
  12. 2023年8月8日初版発行（同日発売[書誌 12]）、ISBN 978-4-06-532594-0
  13. 2023年10月6日初版発行（同日発売[書誌 13]）、ISBN 978-4-06-533144-6
  14. 2023年12月7日初版発行（同日発売[書誌 14]）、ISBN 978-4-06-533883-4
  15. 2024年5月9日初版発行（同日発売[書誌 15]）、ISBN 978-4-06-534546-7
  16. 2024年7月9日発売[書誌 16]、ISBN 978-4-06-536118-4
  17. 2024年9月9日発売[書誌 17]、ISBN 978-4-06-536754-4
  18. 2024年11月8日発売[書誌 18]、ISBN 978-4-06-537422-1
  19. 2025年1月8日発売[書誌 19]、ISBN 978-4-06-538051-2
  20. 2025年4月9日発売[書誌 20]、ISBN 978-4-06-538982-9
  21. 2025年7月9日発売[書誌 21]、ISBN 978-4-06-539996-5

### 書誌情報出典
1. ↑  “十字架のろくにん（1）”. KCデラックス. 講談社. 2022年12月22日閲覧.
2. ↑  “十字架のろくにん（2）”. KCデラックス. 講談社. 2022年12月22日閲覧.
3. ↑  “十字架のろくにん（3）”. KCデラックス. 講談社. 2022年12月22日閲覧.
4. ↑  “十字架のろくにん（4）”. KCデラックス. 講談社. 2022年12月22日閲覧.
5. ↑  “十字架のろくにん（5）”. KCデラックス. 講談社. 2022年12月22日閲覧.
6. ↑  “十字架のろくにん（6）”. KCデラックス. 講談社. 2022年12月22日閲覧.
7. ↑  “十字架のろくにん（7）”. KCデラックス. 講談社. 2022年12月22日閲覧.
8. ↑  “十字架のろくにん（8）”. KCデラックス. 講談社. 2022年12月22日閲覧.
9. ↑  “十字架のろくにん（9）”. KCデラックス. 講談社. 2022年12月22日閲覧.
10. ↑  “十字架のろくにん（10）”. KCデラックス. 講談社. 2023年3月9日閲覧.
11. ↑  “十字架のろくにん（11）”. KCデラックス. 講談社. 2023年6月8日閲覧.
12. ↑  “十字架のろくにん（12）”. KCデラックス. 講談社. 2023年8月8日閲覧.
13. ↑  “十字架のろくにん（13）”. KCデラックス. 講談社. 2023年12月7日閲覧.
14. ↑  “十字架のろくにん（14）”. KCデラックス. 講談社. 2023年12月7日閲覧.
15. ↑  “十字架のろくにん（15）”. KCデラックス. 講談社. 2024年5月9日閲覧.
16. ↑  “十字架のろくにん（16）”. KCデラックス. 講談社. 2024年7月10日閲覧.
17. ↑  “十字架のろくにん（17）”. KCデラックス. 講談社. 2024年9月9日閲覧.
18. ↑  “十字架のろくにん（18）”. KCデラックス. 講談社. 2024年11月8日閲覧.
19. ↑  “十字架のろくにん（19）”. KCデラックス. 講談社. 2025年1月8日閲覧.
20. ↑  “十字架のろくにん（20）”. KCデラックス. 講談社. 2025年4月9日閲覧.
21. ↑  “十字架のろくにん（21）”. KCデラックス. 講談社. 2025年7月9日閲覧.